# ثيودور فيشر
ثيودور فيشر هو دلال سويسري، ولد في 1878، وتوفي في 1957.

## معرض صور

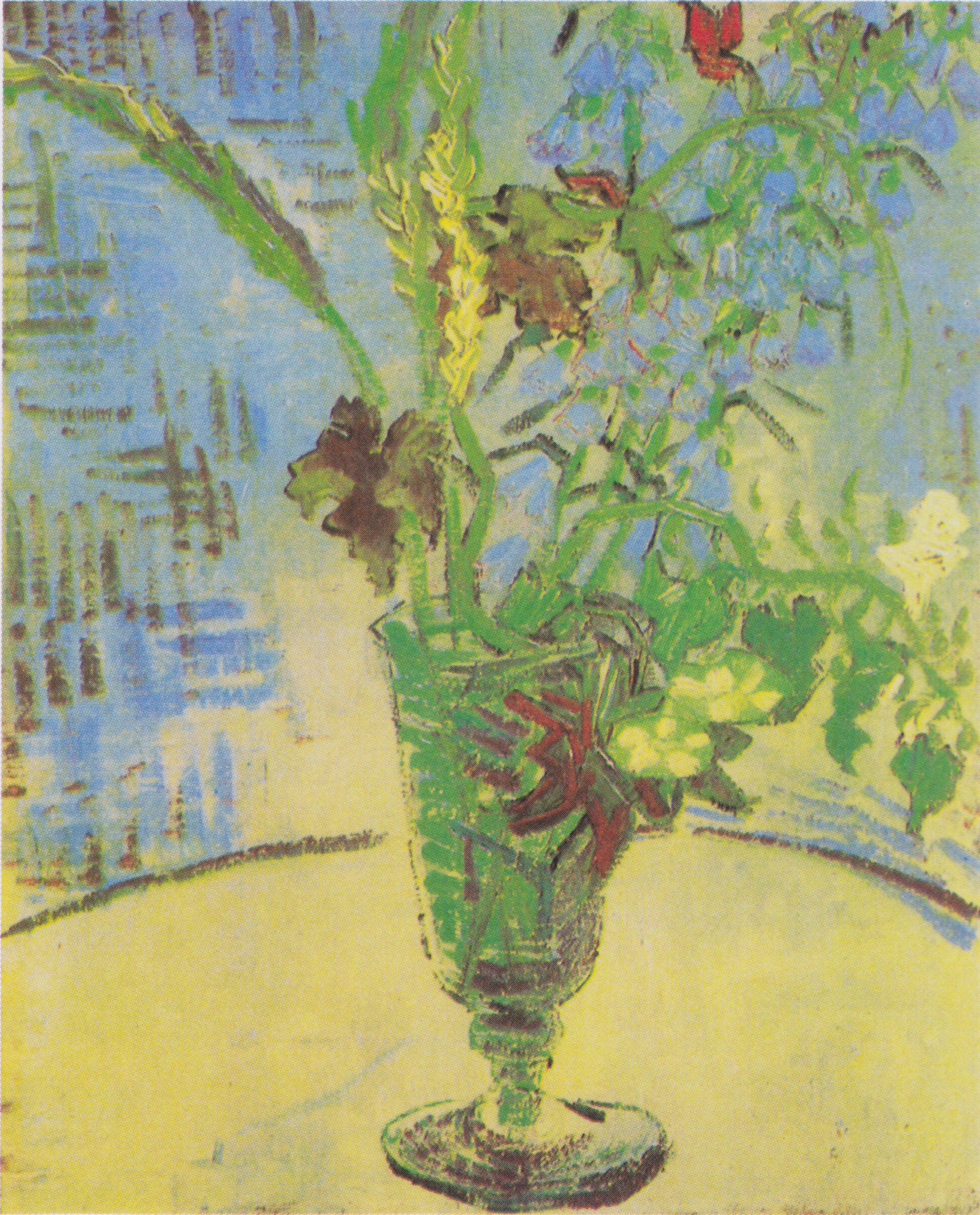
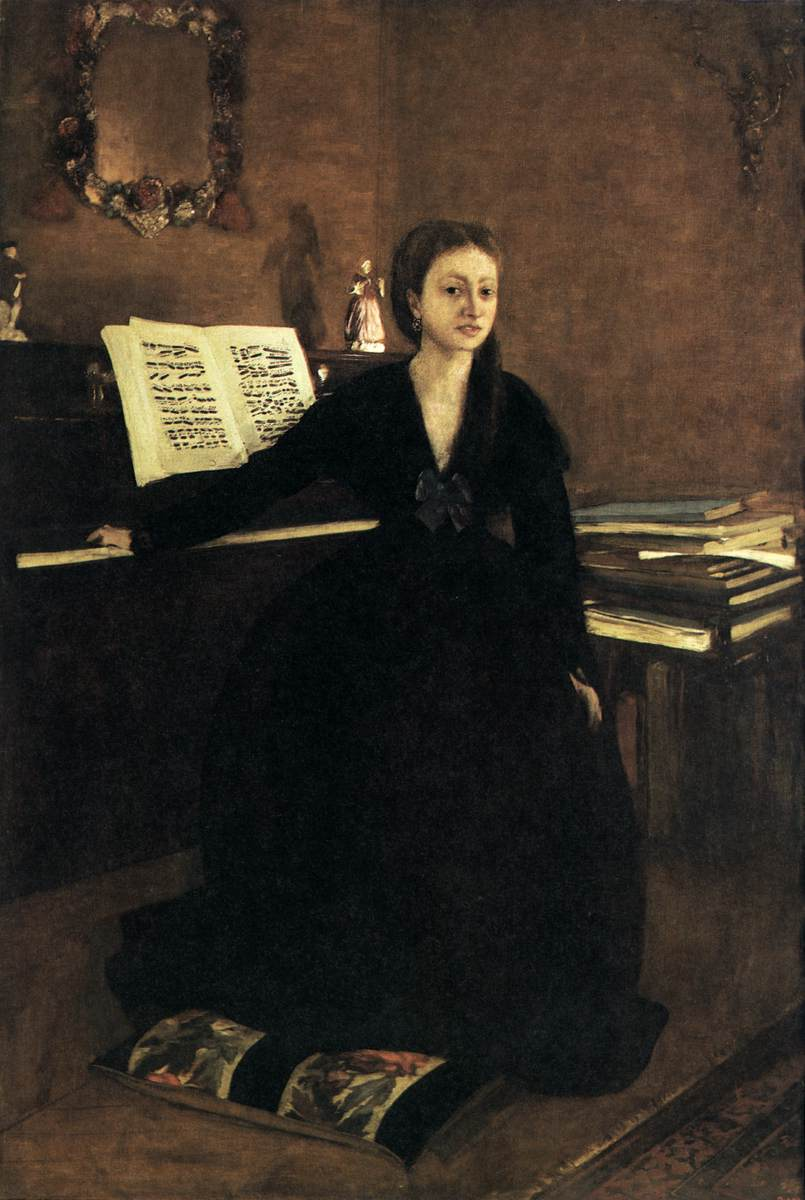
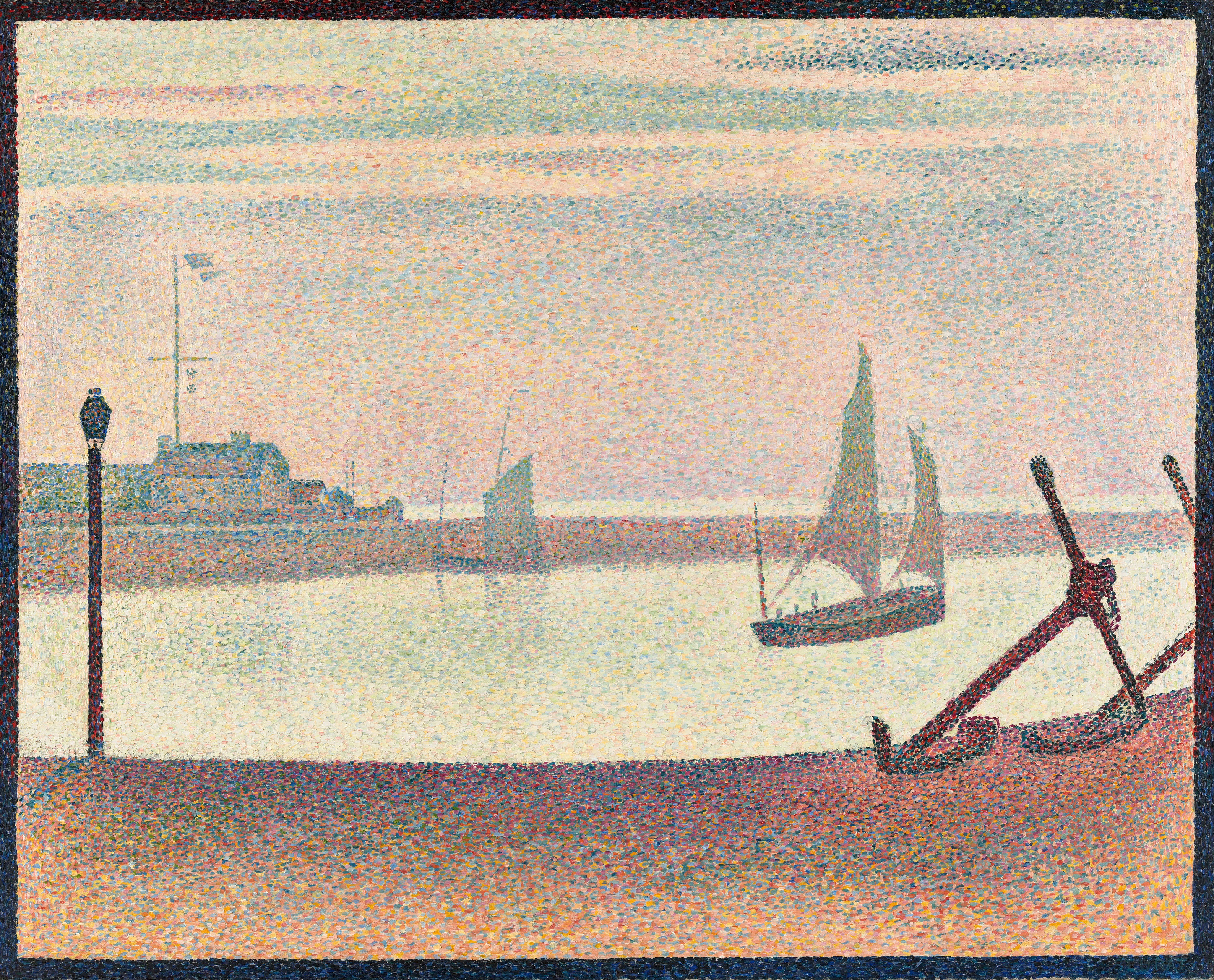
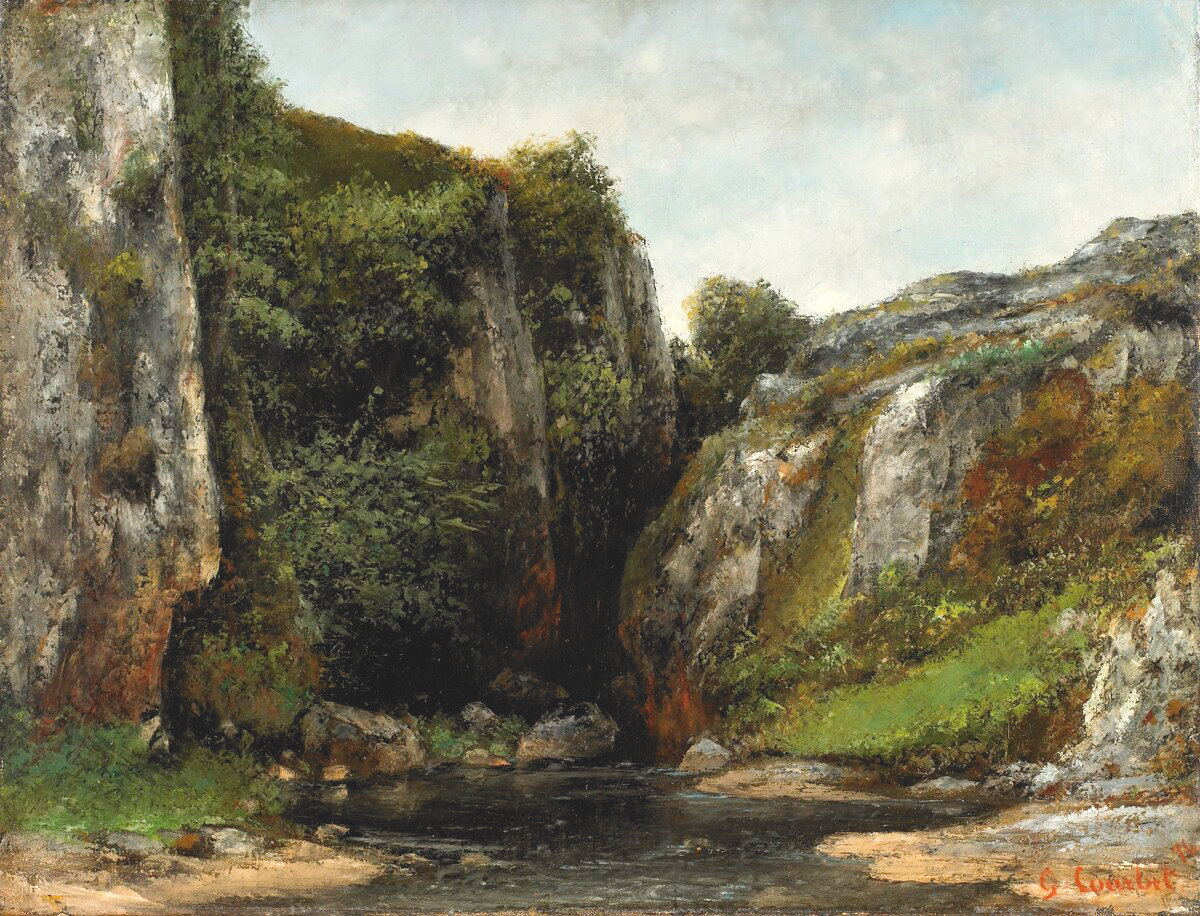